# Brezovica (Marijanci)
Brezovica je naselje u Hrvatskoj, regiji Slavoniji u Osječko-baranjskoj županiji i pripada općini Marijanci.

## Zemljopisni položaj
Brezovica se nalazi na 95 metara nadmorske visine u nizini istočnohrvatske ravnice i uz županijsku cestu ŽC 4049 Marijanci- Šljivoševci. Susjedna naselja: istočno se nalazi općinsko središte Marijanci, sjeverno se nalaze Čamagajevci, jugoistočno Marjanski Ivanovci. Zapadno i jugozapadno se nalaze Šljivoševci i Lacići naselja u sastavu općine Magadenovac. Sjeverozapadno se nalaze Radikovci naselje u sastavu grada Donjeg Miholjca. Pripadajući poštanski broj je 31542 Magadenovac, telefonski pozivni 031 i registarska pločica vozila NA (Našice). Površina katastarske jedinice naselja Brezovica je 4,75 km·102.

## Stanovništvo
| broj stanovnika |       |       | 31    | 2     | 57    | 76    | 77    | 131   | 194   | 206   | 201   | 175   | 144   | 105   | 78    | 53    | 36    |
|                 | 1857. | 1869. | 1880. | 1890. | 1900. | 1910. | 1921. | 1931. | 1948. | 1953. | 1961. | 1971. | 1981. | 1991. | 2001. | 2011. | 2021. |

Iskazuje se kao naselje od 1880.

## Vanjska poveznica
- http://www.marijanci.hr/